# Купена приземистая
Купена приземистая, или Купена низкая (лат. Polygonatum humile) — многолетнее растение, вид рода Купена (Polygonatum) семейства Иглицевые (Ruscaceae).
Ядовитое растение.

## Распространение и экология
Восточноазиатский вид: Сибирь, Дальний Восток России, Китай, Япония.
Занесена в Красную книгу Тюменской области.
Растёт в негустых берёзовых и сосновых лесах, по их окраинам, реже по сухим лесным, остепненным лугам и луговым склонам холмов.

## Ботаническое описание
Многолетнее травянистое растение высотой 12—30 см. Корневище 2—3 мм толщиной, беловатое, шнуровидное. Стебель прямой, ребристый, почти голый.
Листья очерёдные, эллиптические или продолговато-ланцетные, длиной 3—8 см, шириной около 4,5 см, сидячие, полустеблеобъемлющие, заострённые, с обеих сторон зелёные, верхняя сторона блестящая, гладкая, с нижней стороны по жилками покрыта волосками.
Цветоносы голые, дугообразно изогнутые, несущие по одному цветку, выходят из пазух средних листьев. Цветки поникшие, в небольшом числе. Околоцветник колокольчатый, белый, с зеленоватыми зубцами, длиной 15—18 мм, шириной около 4,5 мм. Нити тычинок с сосочковидными бугорками, выше середины прикреплены к околоцветнику. Цветёт в конце мая — июне
Плод — сизовато-чёрная ягода.

## Таксономия
Вид Купена приземистая входит в род Купена (Polygonatum) семейства Иглицевые (Ruscaceae) порядка Спаржецветные (Asparagales).
|  |                  |  |                   |                                      |                       |  | ещё 44 порядка цветковых растений (согласно Системе APG II) | ещё 44 порядка цветковых растений (согласно Системе APG II) |                                            |  |  |  | ещё 28 родов       | ещё 28 родов           |  |  |
|  |                  |  |                   |                                      |                       |  | ещё 44 порядка цветковых растений (согласно Системе APG II) | ещё 44 порядка цветковых растений (согласно Системе APG II) |                                            |  |  |  | ещё 28 родов       | ещё 28 родов           |  |  |
|  |                  |  |                   | отдел Цветковые, или Покрытосеменные |                       |  |                                                             |                                                             | семейство Иглицевые                        |  |  |  |                    | вид Купена приземистая |  |  |
|  |                  |  |                   | отдел Цветковые, или Покрытосеменные |                       |  |                                                             |                                                             | семейство Иглицевые                        |  |  |  |                    | вид Купена приземистая |  |  |
|  | царство Растения |  |                   |                                      | порядок Спаржецветные |  |                                                             |                                                             | род Купена (Polygonatum)                   |  |  |  |                    |                        |  |  |
|  | царство Растения |  |                   |                                      |                       |  |                                                             |                                                             |                                            |  |  |  |                    |                        |  |  |
|  |                  |  | ещё 13—16 отделов | ещё 13—16 отделов                    |                       |  |                                                             | ещё 24 семейства (согласно Системе APG II)                  | ещё 24 семейства (согласно Системе APG II) |  |  |  | ещё более 70 видов |                        |  |  |
|  |                  |  |                   | ещё 13—16 отделов                    |                       |  |                                                             |                                                             | ещё 24 семейства (согласно Системе APG II) |  |  |  |                    |                        |  |  |